# Confiance (politique)
Pour les articles homonymes, voir Confiance (homonymie).

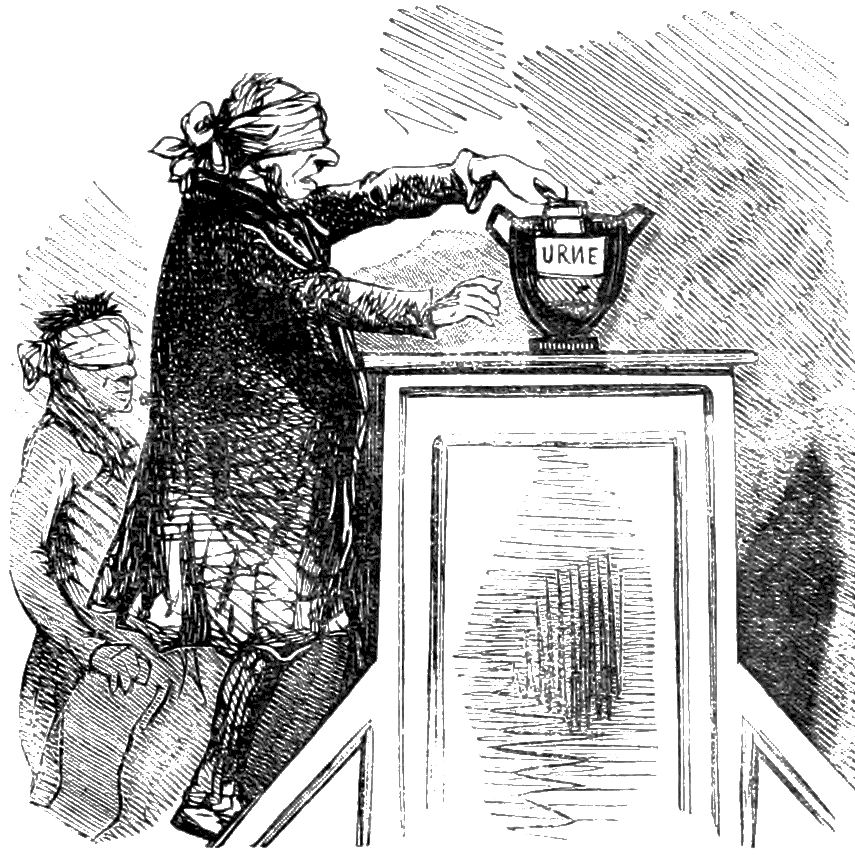
Caricature de Cham parue dans Le Charivari vers 1848 à propos d'un vote de confiance à l'Assemblée nationale française.

En démocratie, la confiance et plus généralement la légitimité sont requises pour qu'un gouvernement puisse conserver le pouvoir. Dans la plupart des démocraties parlementaires, la constitution peut prévoir : 
- qu'un gouvernement nouvellement formé obtienne du Parlement un vote de confiance appelé « vote d'investiture » ;
- qu'un gouvernement déjà constitué sollicite du Parlement un « vote de confiance » à propos de sa politique générale ou d'un projet considéré par lui comme majeur. (On dit aussi que le gouvernement pose « la question de confiance ») ;
- que les membres du parlement peuvent sanctionner le gouvernement ou le corps exécutif, en exprimant un « vote de défiance » consécutivement au dépôt d'une « motion de confiance ».

Les résultats du vote indiquent au gouvernement le niveau de « confiance » (soutien ou crédit politique) dont il dispose auprès du parlement. Selon le sens et l'intensité du vote, les règles ou les usages constitutionnels entraînent des conséquences majeures : soit une dissolution immédiate du gouvernement en place, soit l'abandon ou l'amendement par celui-ci du programme/projet visé par le vote, soit au contraire le renforcement de sa légitimité globale ou le support de son action particulière.
En cas de perte significative de la « confiance », la démission du gouvernement sanctionné ouvre la procédure de formation et d'investiture d'un nouveau gouvernement ou la convocation de nouvelles élections préalablement à la formation d'un nouveau gouvernement.